# 루앙 대성당

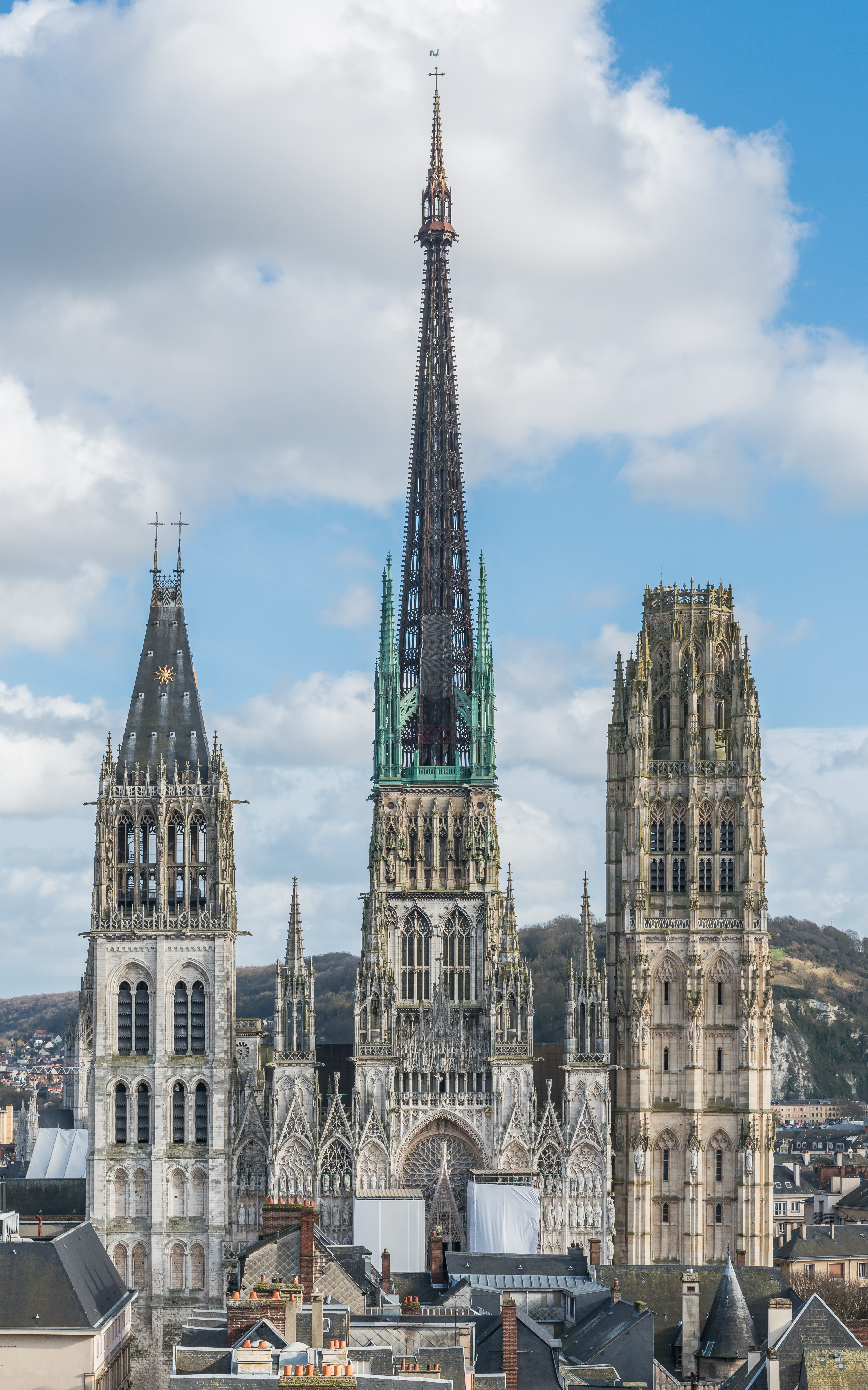
루앙 대성당

루앙 대성당은 프랑스 루앙에 있는 후기 고딕 양식의 로마 가톨릭 대성당이며, 이 도시에서 가장 유명한 기념물이다. 
루앙시는 프랑스 노르망디 지방의 수도이며, 루앙 노트르담 대성당은 루앙 대교구의 대주교좌 성당이고 공식명칭은 《루앙 성모 승천 대주교좌 성당(Cathedrale primatiale Notre-Dame de l'Assomption de Rouen)》이다. 
전체적으로 노르망 고딕 양식을 보여 주지만, 그 초석이 놓여진 시기는 초기 중세시대로 거슬러 올라가며, 그로 인해 건물의 기초 부분에는 부분적으로 로마네스크 양식의 흔적이 남아있기도 하다.
대부분의 대형 노르망 고딕 양식의 종교 건물들과 마찬가지로 루앙 대성당의 익랑 교차점 꼭대기에도 채광 첨탑이 세워져 있다. 과거 목재 첨탑에 납을 덮어 만들었던 르네상스 양식의 첨탑은 1822년에 번개로 인한 화재로 파괴되었고, 현재는 1825년부터 1876년까지 건설된 신고딕 양식의 주철 첨탑이 세워져 있으며, 그 높이가 151m에 이른다. 이 첨탑으로 인해 이 대성당은 독일의 퀠른 대성당이 완공될 때까지, 1876년에서 1880년까지, 세계에서 가장 높은 건물이었다. 현재는 울름(Ulm)성당과 쾰른 대성당에 이어 세계에서 세 번째로 높은 교회로 남아 있으며, 프랑스에선 여전히 가장 높은 교회 건축물의 자리를 차지하고 있다. 또한 성당 서쪽 정면의 너비가 61.60m로 이 역시 프랑스 성당들 중 가장 넓은데, 역설적이게도 이 서쪽 정면의 비대칭성으로 인해 "가장 인간적인 대성당"으로 불리기도 한다.
인상파의 거장 클로드 모네가 그린 30점의 ⟪루앙 대성당⟫ 연작품들을 통해 세계적으로 더욱 잘 알려지기도 했다.

## 같이 보기
- 고딕 건축